# Hans-Herbert Blumenthal
Hans-Herbert Blumenthal (* 3. Oktober 1948 in Hannover; † 6. Juli 2022 ebd.) war ein deutscher Fußballspieler. Der Defensivspieler hat bei Hannover 96 von 1970 bis 1976 in der Fußball-Bundesliga 40 Ligaspiele absolviert. In der 2. Fußball-Bundesliga waren es von 1974 bis 1978 weitere 63 Ligaspiele.

## Laufbahn
Der Abwehrspieler, hervorgegangen aus dem Stadtteilclub TSV Kirchrode, wechselte 1969 von Arminia Hannover zum Amateurteam des Bundesligisten Hannover 96 in die Landesliga Niedersachsen. Zwei Runden belegte Blumenthal mit den 96er-Amateuren jeweils den 4. Rang und wurde 1971/72 zweimal von Trainer Helmuth Johannsen in der Bundesliga eingesetzt. In dem Spiel am 14. Mai 1971 gegen den MSV Duisburg (3:3) debütierte er in der Bundesliga, am 22. Mai erlebte er noch einen zweiten Einsatz bei einem 2:1-Auswärtserfolg gegen den VfB Stuttgart. In beiden Bundesligaeinsätzen wurde er in den Schlussminuten eingewechselt. Als er in der folgenden Saison 1971/72 zu vier Bundesligaeinsätzen kam, war er immer noch Amateur und spielte eine erfolgreiche Runde mit der Verbandsauswahl von Niedersachsen im Länderpokal. Mit der Verbandsauswahl setzte er sich über die Vertretungen von Bremen und Hessen durch und verlor erst das Endspiel in Weinheim mit Mannschaftskollegen wie Georg Beichle, Peter Rühmkorb und Friedhelm Haebermann am 11. Mai 1972 mit 1:2 gegen Nordbaden. Auch noch 1972/73 wurde er bei den „Roten“ als Amateur geführt, gehörte aber wie die vorherigen Amateure Reinhard Dittel und Peter Rühmkorb dem Profikader an. Unter Trainer Hannes Baldauf spielte der Defensivspieler 1973/74 zwölf Spiele in der Bundesliga, Hannover stieg in die 2. Liga ab.
Als Hannover 96 1974/75 den Meistertitel in der 2. Bundesliga Nord errang und damit die umgehende Bundesligarückkehr erreichte, hatte Blumenthal in 13 Ligaspielen an der Seite der Stammspieler Franz-Josef Pauly, Rainer Stiller, Peter Anders, Herbert Meyer, Rolf Kaemmer, Gerd Kasperski, Bernd Wehmeyer, Peter Dahl, Georg Damjanoff und Roland Stegmayer mitgewirkt. Die Hinrunde 1975/76 in der Bundesliga beendeten Blumenthal und Kollegen mit einer 0:1-Niederlage beim Tabellenletzten Kickers Offenbach und standen damit mit 13:21 Punkten auf dem 17. Rang. Die deutlich negative Auswärtsbilanz von 5:29 Punkten führte am Rundenende zum 16. Rang, die ordentlichen 22:12 Heimpunkte konnten den Abstieg nicht verhindern. Mit einem 4:0-Heimerfolg gegen Mitabsteiger Kickers Offenbach beendete Hannover 96 am 12. Juni die Bundesligarunde. Mit Kaemmer, Anders und Stiller hatte Blumenthal dabei die Defensive gebildet und insgesamt in der Saison 20 Ligaspiele absolviert.
In den folgenden zwei Runden trat der Verteidiger mit den „Roten“ in der 2. Bundesliga an, jeweils wurde der 5. Rang belegt. Im Sommer 1978 beendete Blumenthal seine Aktivität bei den Sechsundneunzigern. Er schloss sich dem TSV Havelse an, kehrte damit in den niedersächsischen Amateurfußball zurück und feierte unter Trainer Hans Siemensmeyer noch mehrere Erfolge.